# Eritrichium nanum
Eritrichium nanum är en strävbladig växtart som först beskrevs av Dominique Villars, och fick sitt nu gällande namn av Heinrich Adolph Schrader och Jean François Aimée Gottlieb Philippe Gaudin. Eritrichium nanum ingår i släktet Eritrichium och familjen strävbladiga växter.

## Underarter
Arten delas in i följande underarter:
- E. n. jankae
- E. n. nanum
- E. n. aretioides
- E. n. argenteum
- E. n. chamissonis
- E. n. elongatum

## Bildgalleri

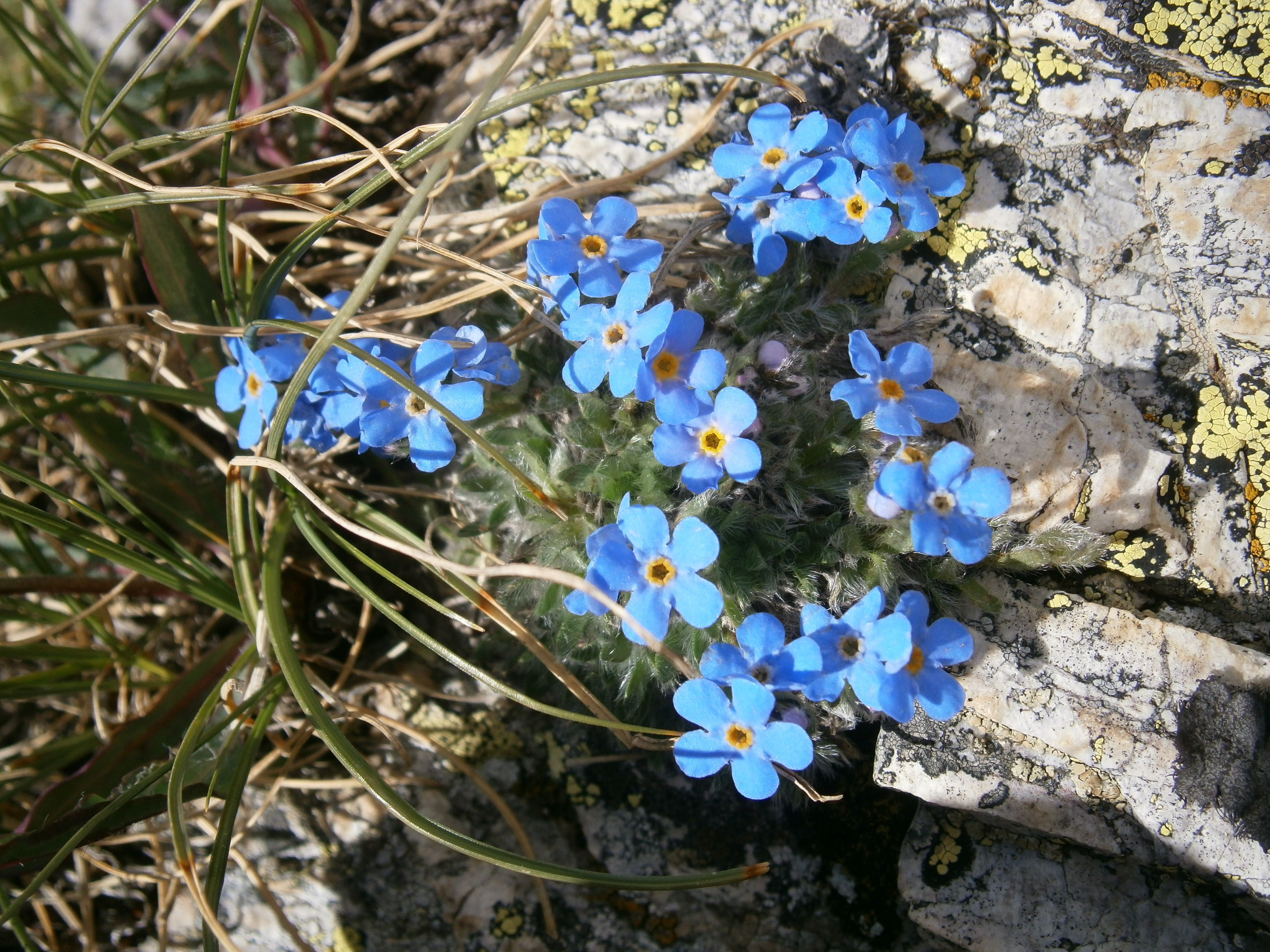
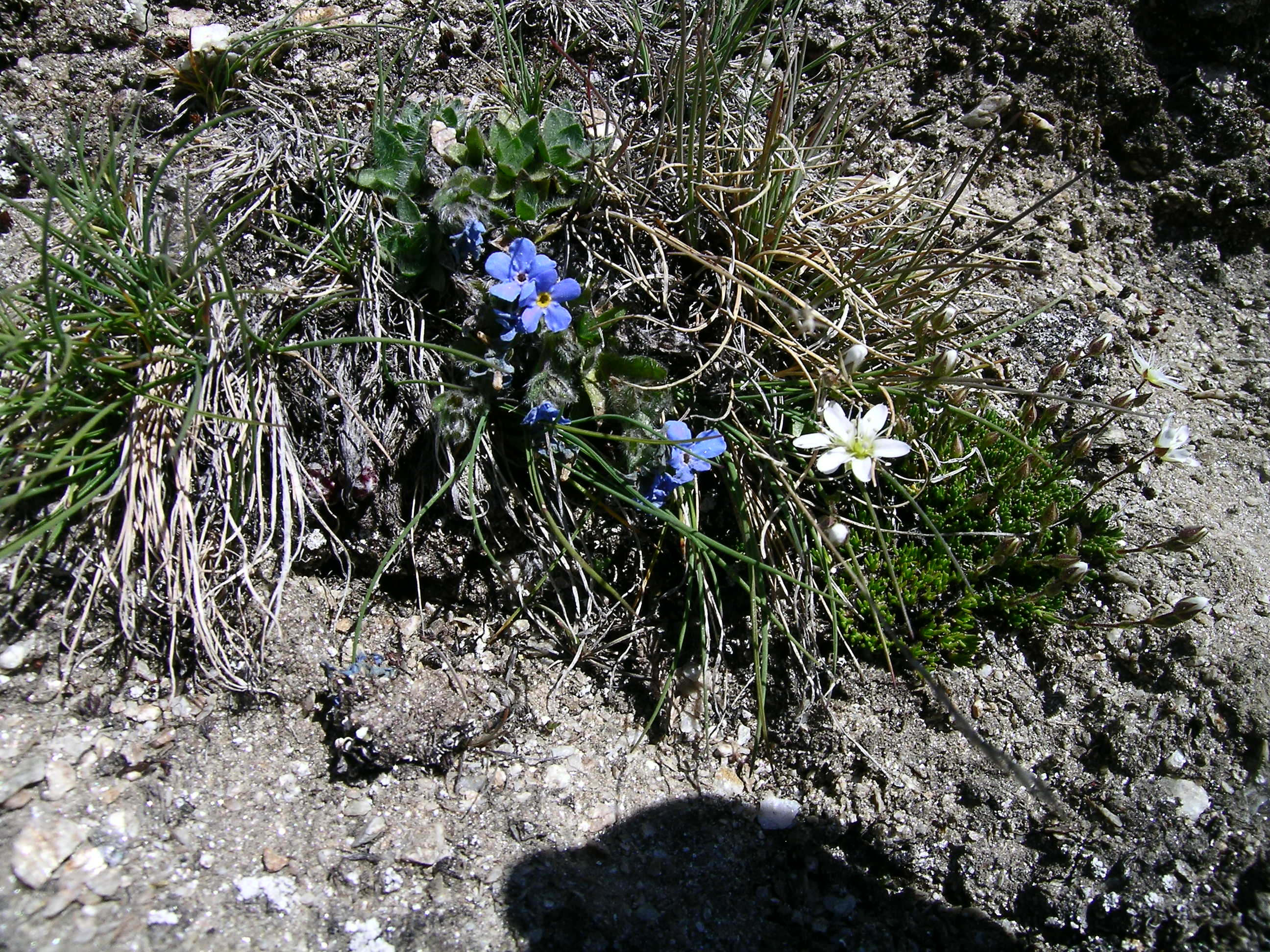
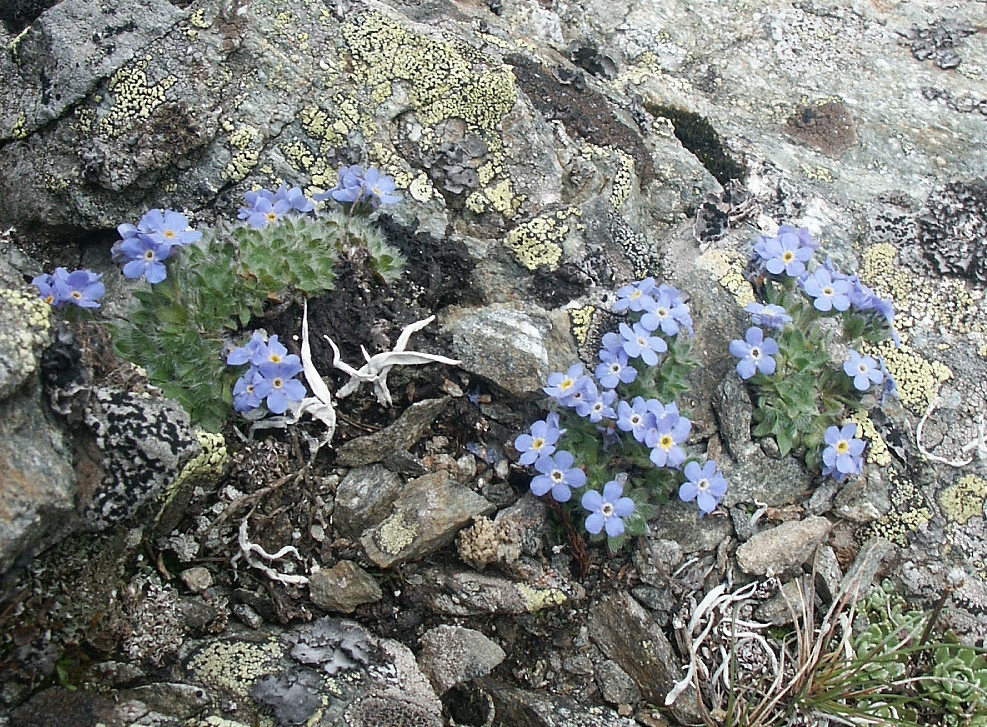
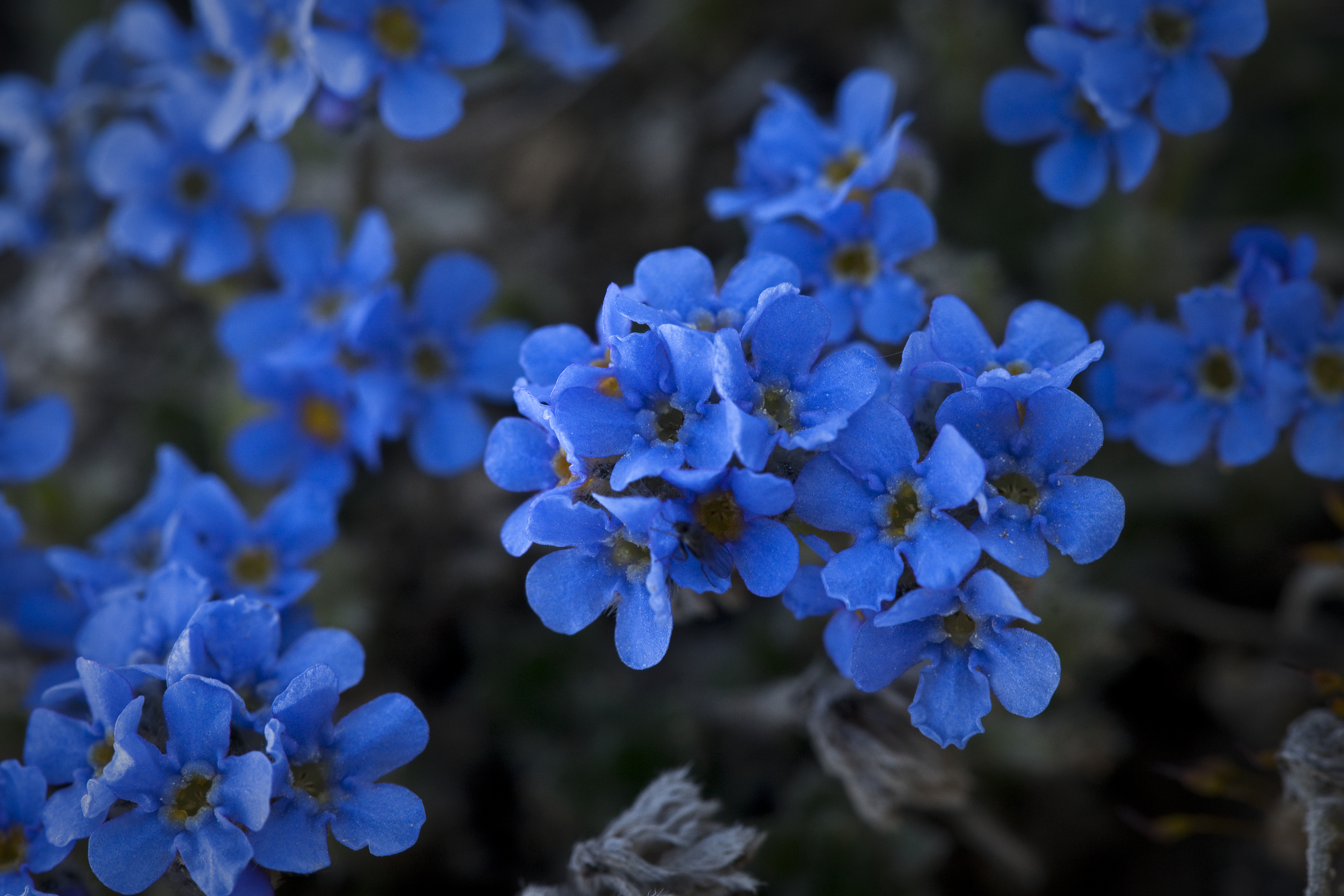
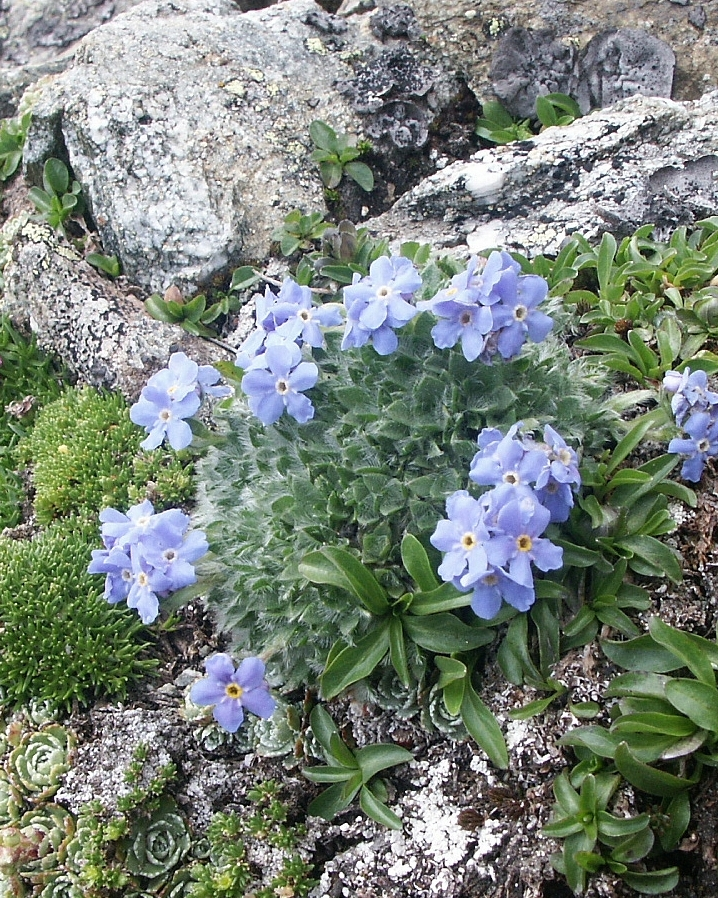